# Neomariania incertella
Neomariania incertella ist ein Schmetterling aus der Familie der Stathmopodidae.

## Merkmale
Die Falter erreichen eine Flügelspannweite von etwa 13 Millimeter, die Vorderflügellänge beträgt etwa 6 Millimeter. Die Fühler sind sehr lang und ragen über die Vorderflügelspitze hinaus. Die Vorderflügel sind gelblich sandgrau, haben einen grauen Mittelpunkt und entlang des Saumes einzelne graue Schuppen. Die Hinterflügel sind dunkelgrau und haben gelbliche Fransenschuppen.

### Ähnliche Arten
- Blastobasis vittata (Wollastone, 1858)

## Verbreitung
Neomariania incertella ist auf den Azoren verbreitet.

## Biologie
Die Biologie der Art ist unbekannt.

## Systematik
Die Zuordnung Es wird vermutet, dass es sich bei dem einzigen gefangenen Exemplar um ein Weibchen von Neomariania oecophorella gehandelt haben könnte. Das folgende Synonym ist bekannt:
- Megaceraea incertella Rebel, 1940

## Belege
1. 1 2 3 4  J. C. Koster, S. Yu. Sinev: Momphidae, Batrachedridae, Stathmopodidae, Agonoxenidae, Cosmopterigidae, Chrysopeleiidae. In: P. Huemer, O. Karsholt, L. Lyneborg (Hrsg.): Microlepidoptera of Europe. 1. Auflage. Band 5. Apollo Books, Stenstrup 2003, ISBN 87-88757-66-8, S. 192 (englisch).
2. 1 2  Hans Rebel (1940): Die Lepidopterenfauna des Azorischen Archipels. Comment. biol. Soc. Sci. Fenn. 8 (1): Seite 41.
3. ↑  Neomariania incertella bei Fauna Europaea. Abgerufen am 9. Mai 2012